# 西點鎮區 (密蘇里州貝茨縣)
西點鎮區（英語：West Point Township）是位於美國密蘇里州貝茨縣的一個行政鎮區。

## 地方資料
西點鎮區的面積為85.46平方千米，當中陸地面積為85.15平方千米，而水域面積為0.31平方千米。根據2020年美國人口普查的數據，當地共有人口404人，而人口密度為每平方千米4.73人。